# Báo tuyết
Báo tuyết (Panthera uncia) (tiếng Anh: Snow Leopard) là một loài thuộc Họ Mèo lớn sống trong các dãy núi ở Nam Á và Trung Á. Gần đây, nhiều nhà phân loại học mới đưa báo tuyết vào trong chi Báo cùng với vài loài khác trong họ Mèo, tuy nhiên chúng không phải là một loài "báo" thực thụ mà theo phân loại thì chúng có quan hệ gần gũi với loài hổ hơn. Theo nguyên tắc phân loại sinh học, báo tuyết đã được phân loại là Uncia uncia kể từ đầu những năm 1930. Dựa trên kiểu gen nghiên cứu, loài mèo lớn này đã được coi là một thành viên của chi Panthera từ năm 2008. Vấn đề này vẫn đang được cân nhắc.
Báo tuyết chủ yếu sống cô độc và ưa thích môi trường sống ở vùng cao nguyên. Trong mùa hè thông thường chúng sống trên các cành cây ở những khu đồng cỏ ven núi và các khu vực núi đá cho tới tận độ cao 6.000 m. Trong mùa đông, chúng xuống thấp vào các khu rừng ở độ cao lên đến khoảng 2.000 m. Báo tuyết là loài động vật ăn tạp, chúng ăn tất cả những gì mà chúng tìm thấy; thông thường chúng có thể giết chết cả những con vật có kích thước gấp 3 lần chúng, bao gồm cả gia súc. Chúng cũng phục kích các con mồi nói trên khi có thể. Thức ăn thông thường của chúng bao gồm sơn dương (các loài thuộc chi Capra), cừu hoang Himalaya (Pseudois nayaur), cũng như là sóc marmota (các loài thuộc chi Marmota) và các động vật gặm nhấm nhỏ khác.
Báo tuyết là loài sắp nguy cấp do các tấm da nguyên vẹn của chúng có giá rất cao trên thị trường đồ lông thú. Trong những năm thập niên 1960 tổng quần thể giảm xuống chỉ còn khoảng 1.000 con, nhưng hiện nay đã được phục hồi tới khoảng 6.000 con. Chúng cũng đã được nhân giống thành công trong điều kiện giam cầm.
Báo tuyết được xem là biểu tượng quốc gia của một số nước vùng Trung Á. Báo tuyết là biểu tượng quốc gia của người Tatar và người Kazakh (Ka-dắc), và báo tuyết có cánh được tìm thấy trên huy hiệu của Tatarstan (tiếng Nga: Республика Татарстан hay Татария, tiếng Tatar: Татарстан Республикасы/Tatarstan Respublikası). Huân chương báo tuyết được tặng cho những nhà leo núi Xô viết nào đã từng leo tới đỉnh của tất cả năm đỉnh cao trên 7000 m của Liên Xô cũ.

## Đặc điểm
Bộ lông của báo tuyết có màu trắng đến xám với những đốm đen trên đầu và cổ, nhưng những mảng đốm hoa hồng lớn hơn ở lưng, hai bên sườn và đuôi rậm rạp. Bụng trắng. Lông dày với dài từ 5 đến 12 cm (2,0 và 4,7 in). Cơ thể của chúng rất chắc, chân ngắn và hơi nhỏ hơn những con mèo khác thuộc chi Panthera, đạt đến chiều cao vai 56 cm (22 in), và từ đầu đến kích thước cơ thể từ 75 đến 150 cm (30 đến 59 in). Đuôi của chúng dài từ 80 đến 105 cm (31 đến 41 in). Đôi mắt màu xanh nhạt hoặc xám. Mõm ngắn và hốc mũi lớn. Báo tuyết thường nặng từ 22 đến 55 kg (49 và 121 lb), với con đực lớn thường xuyên đạt khối lượng 75 kg (165 lb) và con cái nhỏ khoảng dưới 25 kg (55 lb).
Báo tuyết cho thấy khả năng thích nghi để sống trong một môi trường lạnh giá ở miền núi. Cơ thể chúng có nhiều lông, lông dày, tai nhỏ và tròn, giúp giảm thiểu sự mất nhiệt. Bàn chân rộng giúp phân phối trọng lượng cơ thể để đi trên tuyết, và có lông trên mặt dưới của chúng để tăng độ bám của chân trên các bề mặt dốc và không ổn định; nó cũng giúp giảm thiểu tổn thất nhiệt. Đuôi dài và linh hoạt của con báo giúp duy trì thăng bằng trên các sườn dốc và gập ghềnh trong môi trường miền núi của chúng. Đuôi cũng rất dày do lưu trữ chất béo, và phủ lông rất dày, cho phép con vật sử dụng nó như một tấm chăn bảo vệ để che mũi và miệng của chúng trong khi ngủ.
Các chân lớn phủ lông của chúng có tác dụng như những chiếc ủng đi tuyết, giống như của linh miêu.
Không giống như hổ và sư tử,  báo tuyết không thể cất được tiếng gầm do dây thanh âm của chúng không phát triển.
Báo tuyết chỉ được phân loại lại như một thành viên của chi Panthera (mèo lớn) sau một nghiên cứu di truyền của ông Brian Davis, Tiến sĩ Gang Li và Giáo sư William Murphy vào năm 2009. Nghiên cứu này cho thấy loài báo tuyết thực sự phát triển đồng thời với loài hổ hơn là báo hoa mai như trước đây vẫn nghĩ.

## Phân bố và môi trường sống

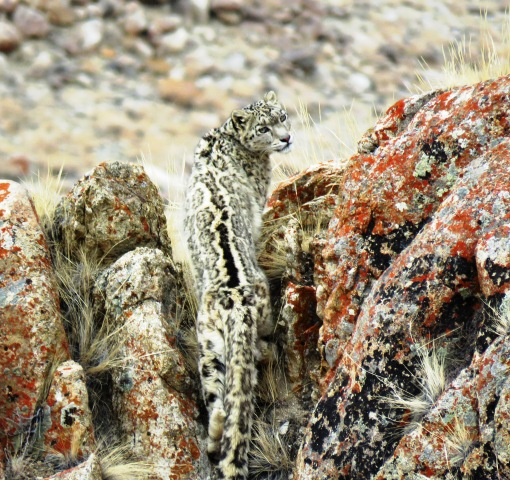
Báo tuyết ở vùng núi Ladakh, Ấn Độ

Báo tuyết được phân bố từ phía tây của hồ Baikal qua phía nam Siberia, ở dãy núi Côn Lôn, trên dãy núi Altai của Nga, dãy núi Sayan và Tannu-Ola, ở Thiên Sơn, qua Kazakhstan, Kyrgyzstan, Tajikistan và Uzbekistan đến Hindu Kush ở miền đông Afghanistan, Karakoram ở miền bắc Pakistan, ở dãy núi Pamir, và trên tầng cao của dãy Himalaya ở Ấn Độ, Nepal, và Bhutan, và cao nguyên Thanh Tạng. Ở Mông Cổ, nó được tìm thấy ở đoạn dãy núi Altai trên lãnh thổ Mông Cổ và dãy núi Khangai. Ở Tây Tạng, nó được tìm thấy ở Altyn-Tagh ở xa phía bắc.
Môi trường sống báo tuyết ở dãy Himalaya của Ấn Độ ước tính có diện tích dưới 90.000 km2 (35.000 dặm vuông) ở các bang Jammu và Kashmir, Uttarakhand, Himachal Pradesh, Sikkim và Arunachal Pradesh, trong đó khoảng 34.000 km2 (13.000 sq mi) là được coi là môi trường sống tốt và 14,4% được bảo vệ. Vào đầu những năm 1990, số lượng báo tuyết Ấn Độ ước tính khoảng 200–600 cá thể sống trên khoảng 25 khu vực được bảo vệ.
Vào mùa hè, báo tuyết thường sống ở trên hàng cây trên đồng cỏ miền núi và trong các vùng đá ở độ cao từ 2.700 đến 6.000 m (8.900 đến 19.700 ft). Vào mùa đông, chúng xuống các khu rừng với độ cao khoảng 1.200 đến 2.000 m (3.900 đến 6.600 ft). Báo tuyết ưa thích những địa hình bị của nhiều đá hoặc bị hỏng, và có thể đi lại mà không gặp khó khăn trong tuyết dày lên đến 85 cm (33 in), mặc dù chúng thích đi trên những con đường mòn hiện có được tạo ra bởi những động vật khác.
Năm 1972, Liên minh Quốc tế Bảo tồn Thiên nhiên (IUCN) đặt báo tuyết trên Sách đỏ các loài bị đe dọa như "Nguy cấp", các loại mối đe dọa tương tự đã được áp dụng trong việc đánh giá năm 2008. Sự nóng lên toàn cầu đã làm cho hàng cây được tăng lên ở độ cao, dẫn đến sự suy giảm của con mồi hoang dã phụ thuộc vào thực vật cho nguồn thức ăn. Tổng số lượng tự nhiên của báo tuyết được ước tính khoảng 4.510 đến 7.350 cá thể. Nhiều ước lượng thô sơ và lỗi thời.
Trước năm 2003, tổng số báo tuyết hoang dã ước tính khoảng 4.080 đến 6.500 cá thể. Trong năm 2016, tổng số lượng báo tuyết được ước tính là 4.678 đến 8.745 cá thể, cho thấy tổng số lượng báo tuyết đã lớn hơn trước đây. Ngoài ra còn có khoảng 600 con báo tuyết tại các vườn thú trên thế giới.
| Phạm vi Quốc gia | Khu vực sinh sống (km²) | Số lượng ước tính |
| ---------------- | ----------------------- | ----------------- |
| Afghanistan      | 50,000                  | 100–200?          |
| Bhutan           | 15,000                  | 100–200?          |
| Trung Quốc       | 1,100,000               | 2,000–2,500       |
| Ấn Độ            | 75,000                  | 200–600           |
| Kazakhstan       | 50,000                  | 180–200           |
| Kyrgyzstan       | 105,000                 | 150–500           |
| Mông Cổ          | 101,000                 | 500–1,000         |
| Nepal            | 30,000                  | 300–500           |
| Pakistan         | 80,000                  | 200–420           |
| Tajikistan       | 100,000                 | 180–220           |
| Uzbekistan       | 10,000                  | 20–50             |

## Tập tính
Báo tuyết sống đơn độc, ngoại trừ con cái có đàn con riêng. Chúng nuôi con trong các hang ở vùng núi trong thời gian dài.
Một con báo tuyết sống trong một phạm vi lãnh thổ được xác định rõ, nhưng không bảo vệ lãnh thổ của mình một cách quá quyết liệt khi bị xâm phạm bởi những con báo tuyết khác. Phạm vi lãnh thổ dao động tùy theo độ phong phú của con mồi. Ở Nepal, nơi con mồi dồi dào, phạm vi lãnh thổ có thể dao động từ 12 km2 (5 dặm vuông) đến 40 km2 (15 dặm vuông) và lên đến năm đến 10 cá thể được tìm thấy trong một khu vực rộng trên 100 km2 (39 dặm vuông); trong môi trường sống với con mồi thưa thớt, mặc dù, diện tích lãnh thổ lên đến 1.000 km2 (386 sq mi) chỉ hỗ trợ sự sống cho năm con báo. Tuy nhiên, một nghiên cứu mới kéo dài từ năm 2008 đến 2014 cho thấy phạm vi của chúng lớn hơn nhiều so với dự đoán; một con báo đực đòi hỏi một lãnh thổ của khoảng 80 dặm vuông, trong khi báo cái yêu cầu lên đến 48 dặm vuông lãnh thổ. Lấy dữ liệu này vào thống kê, người ta ước tính rằng 40 phần trăm trong số 170 khu vực được bảo vệ tại chỗ nhỏ hơn không gian cần thiết để hỗ trợ một con báo tuyết đực.
Giống như những con thú họ mèo khác, báo tuyết sử dụng các dấu hiệu mùi hương để chỉ ra lãnh thổ của chúng và các tuyến đi lại thông thường. Đây là những phương thức phổ biến nhất được thực hiện bằng cách cào đất bằng chân sau trước khi lắng đọng nước tiểu, nhưng chúng cũng phun nước tiểu lên những mảng đá có mái che.
Báo tuyết là một crepuscular (động vật hoạt động lúc trời chạng vạng), hoạt động tích cực nhất vào lúc bình minh và hoàng hôn. Chúng được biết đến là một loài thú có khả năng ngụy trang tốt khi săn mồi.

### Chế độ ăn uống
Báo tuyết là loài động vật ăn tạp dù thuộc bộ ăn thịt và tích cực săn mồi. Giống như báo hoa mai, chúng luôn biết tận dụng cơ hội, ăn bất cứ thứ gì mà chúng có thể tìm thấy, bao gồm thịt thối rữa và gia súc, vật nuôi trong nhà. Chúng có thể giết chết con vật gấp 2-4 lần trọng lượng của riêng mình, chẳng hạn như cừu Bharal , dê núi sừng ngắn Himalaya , dê markhor , cừu Argali , ngựa và lạc đà , nhưng cũng sẵn lòng xơi những con mồi nhỏ hơn nhiều, chẳng hạn như thỏ rừng, marmota, pika, chuột đồng và  và các loài chim.
Chế độ ăn uống của báo tuyết thay đổi trên phạm vi của chúng và với thời gian trong năm, và phụ thuộc vào sự sẵn có con mồi. Ở dãy Himalaya, chúng săn chủ yếu là cừu Bharal và dê núi Siberia. Ở Karakoram, Thiên Sơn, Altai và núi Tost của Mông Cổ, con mồi chính của nó bao gồm dê núi Siberia, hươu môi trắng, hoẵng Siberia và cừu Argali. Các loài khác có thể bị chúng săn khi có cơ hội là gấu trúc đỏ, lợn rừng, voọc, gà tuyết và gà gô Chukar.
Chúng có khả năng giết chết hầu hết những con vật trong phạm vi sinh sống của chúng ngoại trừ bò Tây Tạng trưởng thành. Một khác biệt trong họ nhà mèo, báo tuyết cũng ăn một số lượng đáng kể của thảm thực vật, bao gồm cả cỏ và cành cây. Các nhà khoa học cho rằng liệu điều này có tốt cho hệ tiêu hóa hay đây là chế độ ăn của chúng để bổ sung thêm những vitamin cần thiết. Báo tuyết cũng thành công khi đi săn theo cặp, đặc biệt là giao phối.
Trường hợp báo tuyết nhắm con mồi là những vật nuôi hay gia súc, chúng có thể xung đột với con người. Tuy nhiên, ngay cả ở Mông Cổ, nơi con mồi hoang dã đã bị giảm và tương tác với con người là phổ biến, các loài gia súc, chủ yếu là cừu, bao gồm ít hơn 20% chế độ ăn báo tuyết. Những người chăn gia súc giết báo tuyết để ngăn chúng tấn công gia súc của họ. Sự tổn thất con mồi do chăn thả quá mức bởi chăn nuôi gia súc, săn trộm và bảo vệ gia súc là những nguyên nhân chính cho việc giảm số lượng của báo tuyết. Báo tuyết không được báo cáo quá nhiều về việc tấn công con người, và chúng dường như ít hung hăng nhất đối với con người so với tất cả những loài mèo lớn. Kết quả là, báo tuyết dễ dàng bị đuổi khỏi những trại gia súc; chúng dễ dàng bỏ chạy khỏi những người nông dân khi bị đe dọa, và thậm chí không thể tự bảo vệ mình khi bị con người tấn công.

### Tấn công con người
Báo tuyết rất hiếm khi tấn công con người; chỉ có hai trường hợp được biết đến. Vào ngày 12 tháng 7 năm 1940, tại hẻm núi Maloalmaatinsk gần Almaty, một con báo tuyết hung dữ đã tấn công hai người đàn ông vào ban ngày và gây thương tích nghiêm trọng cho cả hai. Trong trường hợp thứ hai, cách Almaty không xa, một con báo tuyết già, không răng, hốc hác, đã tấn công một người qua đường vào mùa đông nhưng không thành công; nó cuối cùng đã bị bắt và mang đến một ngôi làng địa phương. Ngoài ra, không có ghi chép nào khác về các vụ báo tuyết tấn công con người.

### Sinh sản và tuổi thọ
Báo tuyết trưởng thành về mặt sinh dục từ hai đến ba năm, và thường sống từ 15-18 năm trong tự nhiên. Trong điều kiện nuôi nhốt, chúng có thể sống đến 25 năm. Động dục thường kéo dài từ năm đến tám ngày, và con đực có xu hướng không tìm kiếm một bạn tình khác sau khi giao phối, có lẽ vì mùa giao phối ngắn không cho phép đủ thời gian. Một cặp báo tuyết kết hợp với tư thế bình thường, từ 12 đến 36 lần mỗi ngày. Chúng không bình thường giữa những con mèo lớn ở chỗ chúng có một đỉnh sinh được xác định rõ. Chúng thường giao phối vào cuối mùa đông, được đánh dấu bằng một sự gia tăng đáng chú ý trong việc đánh dấu và giao tiếp. Con cái có thời gian mang thai là 90–100 ngày, do đó, các con non được sinh ra từ tháng Tư đến tháng Sáu.
Chiều dài của 1 thế hệ báo tuyết là tám năm.
Báo mẹ sinh con trong một hang đá hoặc kẽ hở lót bằng lông khoe từ mặt dưới của chúng. Số lượng 1 lứa thay đổi từ một đến năm con, nhưng trung bình là 2,2. Những con non còn yếu và chưa mở mắt khi sinh, mặc dù đã có một bộ lông dày và nặng từ 320 đến 567 g (11,3 đến 20,0 oz). Đôi mắt của chúng mở ra sau khoảng bảy ngày, và các con non có thể đi lại bình thường trong năm tuần và được cai sữa hoàn toàn sau 10 tuần. Ngoài ra khi chúng được sinh ra, chúng có những đốm đen hoàn toàn biến thành đốm hoa thị khi chúng bước sang tuổi thiếu niên.
Những con bầy rời khỏi hang khi chúng được khoảng hai đến bốn tháng tuổi, nhưng vẫn còn với mẹ của chúng cho đến khi chúng trở nên độc lập sau khoảng 18–22 tháng. Một khi độc lập, chúng phân tán trên những khoảng cách đáng kể, thậm chí băng qua các địa hình bằng phẳng rộng để tìm kiếm các khu săn mồi mới. Điều này có thể giúp giảm sự cận huyết mà nếu không sẽ là phổ biến trong môi trường tương đối bị cô lập.

## Tình trạng bảo tồn

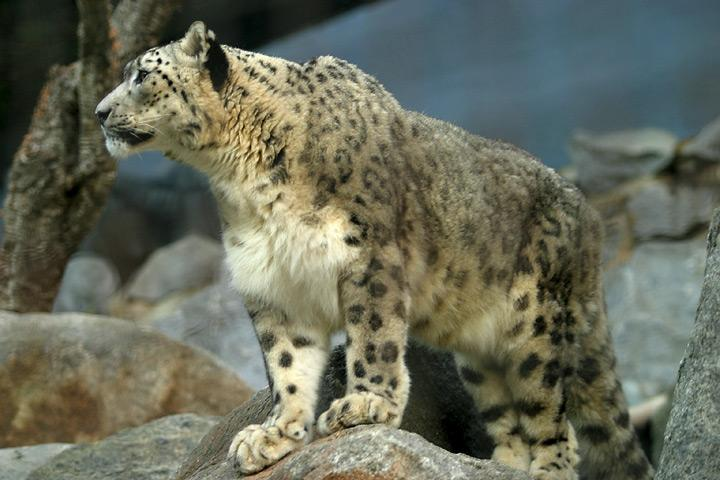
Báo tuyết ở Sở thú San Diego

Nhiều cơ quan đang làm việc để bảo tồn báo tuyết và hệ sinh thái núi bị đe dọa của nó. Chúng bao gồm Snow Leopard Trust, Snow Leopard Conservancy, Snow Leopard Network, Cat Specialist Group và Panthera Corporation. Các nhóm này và chính phủ nhiều quốc gia trong phạm vi của báo tuyết, các tổ chức phi lợi nhuận và các nhà tài trợ từ khắp nơi trên thế giới gần đây đã làm việc cùng nhau tại Hội nghị Báo tuyết Quốc tế lần thứ 10 ở Bắc Kinh. Tập trung vào nghiên cứu, các chương trình cộng đồng trong khu vực báo tuyết, và các chương trình giáo dục là nhằm mục đích hiểu biết nhu cầu của loài mèo này, cũng như nhu cầu của người dân và cộng đồng ảnh hưởng đến cuộc sống và môi trường sống báo tuyết.

### Trong điều kiện nuôi nhốt
Trong năm 2008, có khoảng 600 con báo tuyết trong các sở thú trên khắp thế giới. Trong vườn thú Richmond Metropolitan ở Virginia, Hoa Kỳ, những con báo tuyết đã ra đời vào năm 2016.
Nhiều tiến bộ đã được thực hiện trong việc đảm bảo sự sống sót của báo tuyết, với việc chúng được nhân giống thành công trong điều kiện nuôi nhốt. Con cái thường sinh hai đến ba con trong một lứa, nhưng có thể sinh tới bảy con trong một số trường hợp.

## Trong văn hóa
Báo tuyết có ý nghĩa biểu tượng đối với các dân tộc Turk ở Trung Á, nơi con vật được gọi là irbis hoặc bar, vì vậy nó được sử dụng rộng rãi trong huy hiệu học và đã trở nên như một biểu tượng. Báo tuyết trong huy hiệu đôi khi được gọi bằng tiếng Anh là ounce. Chúng từ lâu đã được người Tatar, người Kazakh và người Bulgar sử dụng như một biểu tượng chính trị với hình tượng Aq Bars (Báo trắng). Một con báo tuyết được ghi khắc trên con dấu chính thức của thành phố Almaty, Kazakhstan, và tờ tiền giấy giá 10.000 Tenge Kazakhstan trước đây cũng có một con báo tuyết ở mặt sau. Một thanh Aq Bars có cánh huyền thoại được tìm thấy trong quốc huy của Tatarstan, con dấu của thành phố Samarkand, Uzbekistan, và (cũng có vương miện) chiếc áo khoác cũ của thủ đô Nur-Sultan của Kazakhstan.
Ở Kyrgyzstan, nó đã được sử dụng ở dạng cách điệu trong biểu tượng hiện đại của thủ đô Bishkek, và nghệ thuật tương tự đã được tích hợp vào huy hiệu của Hiệp hội Hướng đạo nữ ở Kyrgyzstan. Một con báo tuyết đăng quang đặc trưng trong vòng tay của quận Shushensky, Krasnoyarsk Krai, Nga. Huân chương Báo tuyết, được trao cho những người leo núi của Liên Xô, người đã leo lên cả năm đỉnh 7.000 mét của Liên Xô, được đặt theo tên của con vật. Báo tuyết là động vật biểu tượng của tỉnh Himachal Pradesh ở Ấn Độ. Nó cũng được mô tả trên bản vá của Cảnh sát Ladakh. Chúng cũng đã được tuyên bố là "động vật quốc gia" (Quốc thú) của Pakistan.

Biểu tượng thành phố Almaty, Kazakhstan
Quốc huy Tatarstan
Con dấu của Samarkand, Uzbekistan
Quốc huy cũ của Nur-Sultan, Kazakhstan
Biểu tượng của thủ đô Bishkek, Kyrgyzstan
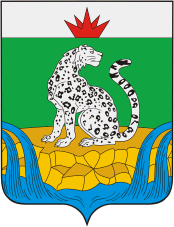
Quốc huy của huyện Shushensky, Krasnoyarsk Krai
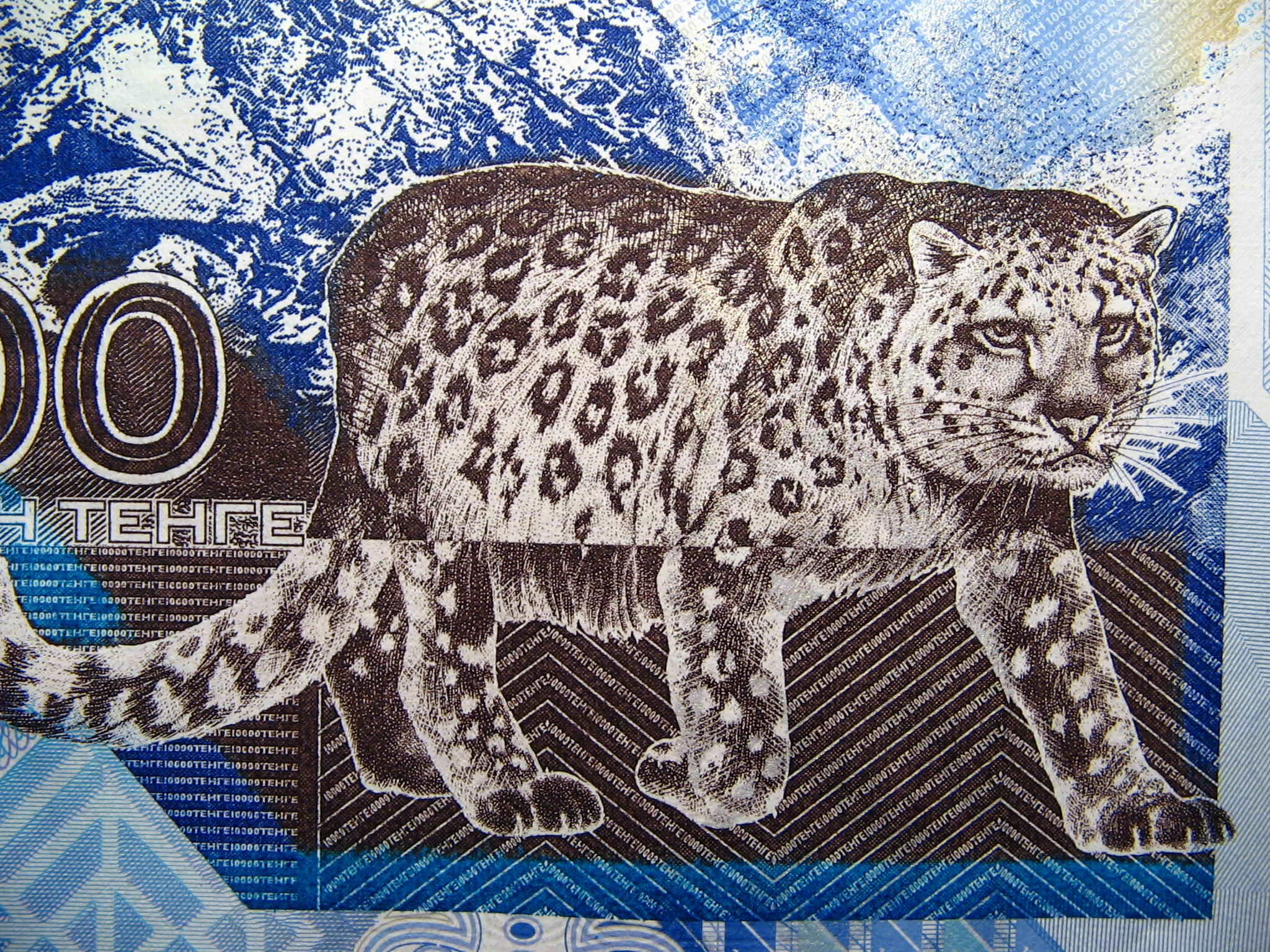
Báo tuyết xuất hiện ở mặt sau tờ tiền cũ mệnh giá 10,000 Tenge Kazakhstan